# Lana Cantrell
Lana Eleanor Cantrell (ur. 7 sierpnia 1943 roku w Sydney) – australijsko-amerykańska piosenkarka i prawnik branży rozrywkowej. Laureatka Orderu Australii. Nominowana do Nagrody Grammy w kategorii Najlepszy Nowy Artysta oraz do Nagrody Grammy w 1968 roku.

## Kariera muzyczna
Centrell nagrywała dla RCA Records realizując siedem albumów. Początkowo grała wyłącznie standardowy pop. W późniejszych latach jej styl zmienił się na pop rock. W 1966 zdobyła Bursztynowego Słowika Festiwalu w Sopocie z piosenką "I'm all smiles".

## Życie prywatne
W 1973 roku w australijskiej prasie pojawiły się doniesienia o romansie Centrell z Grahamem Kennedym. Najprawdopodobniej były one jedynie mistyfikacją, gdyż Kennedy był homoseksualistą, choć prawda nie została nigdy wyjawiona. W kolejnych latach twierdził, że twórcą plotki był "Melbourne Observer", chodź wcześniej potwierdzał ich wiarygodność.